# 브렌던 마이어
브렌던 마이어(Brendan Meyer, 영어 발음: /ˈmaiər/, 1994년 10월 2일 ~ )는 캐나다의 배우이다.
키치너에서 태어났다.

## 출연 작품

### 영화
- 미스터 이빨요정 (2010)
- 소녀 대 몬스터: 할로윈 소동 (2012, Girl vs. Monster)
- 더 게스트 (2014) - 루크 피터슨 역
- 버지니안: 서부의 집행자 (2014, The Virginian)
- Birthday Boy (2015) - 단편
- All These Small Moments (2018)
- 컬러 아웃 오브 스페이스 (2019) - 베니 가드너 역

### 텔레비전
- 공룡캠프의 비밀 (2007, Dinosapien)
- 미스터 영 (2011-13)
- OA (2016-19)